# Marie Van der Aa
Marie Van der Aa is een personage uit de Vlaamse ziekenhuisserie Spoed dat werd gespeeld door Vicky Florus. Ze was een vast gastpersonage van 2000 tot 2001.

## Personage
Marie is vaste verpleegster op de dienst Heelkunde. Ze komt vaak in contact met haar collega's van de spoeddienst, wiens patiënten na hun operatie vaak op haar afdeling terechtkomen. Ze is smoorverliefd op dokter Jos Blijlevens, die er niet voor terugdeinst een avontuurtje met haar te beleven en zo zijn vriendin Anouk te bedriegen.
Marie heeft een vaste collega: Karel. Wanneer Karels vrouw ernstig ziek wordt en hij besluit een loopbaanonderbreking te nemen, komt Marie er tot haar grootste frustratie helemaal alleen voor te staan op haar afdeling.
Na een conflict met Luc Gijsbrecht wordt Anouk, de vriendin van Jos, overgeplaatst en loopt de relatie tussen de twee stuk. Marie hoopt dan ook dat Jos nu voor haar zal kiezen, maar kan haar ogen niet geloven als blijkt hij alweer met iemand anders begint aan te pappen, verpleegster Fien Aerts.

### Vertrek
Marie wordt gebeten door een patiënt die besmet is met het hiv. Na een onderzoek blijkt dat hij haar besmet heeft. Marie mag van de directie in het ziekenhuis blijven werken, maar zijzelf ziet dat niet zitten. Ze wil ontslag nemen om de dingen te gaan doen waar ze al heel haar leven van droomde. Luc aanvaardt haar ontslag echter niet, maar geeft haar een loopbaanonderbreking, zodat ze later nog opnieuw aan de slag kan. Marie is hem dankbaar, maar zal uiteindelijk niet meer terugkeren. Ook omdat ze Jos niet kan vergeten die haar voor de zoveelste keer in de steek laat net als bij Anouk.